# Navette automatique de l'aéroport de Bangkok-Suvarnabhumi
La navette automatique de l'aéroport de Bangkok-Suvarnabhumi est un métro sur pneus automatique situé dans l'aéroport de Bangkok-Suvarnabhumi en Thaïlande.
Long d'un kilomètre, il est mis en service le 28 septembre 2023 dans le cadre de l'ouverture du Terminal satellite 1 de l'aéroport (SAT-1) et assure la liaison entre celui-ci et le Terminal principal.

## Histoire
L'aéroport de Bangkok arrivant à saturation dans les années 2010, la création d'un nouveau terminal est décidé et par conséquent de comment il doit être relié à l'existant.
En 2017, Siemens Mobility remporte le contrat pour la fourniture du système, la mise en service est alors prévue pour 2020.
La première rame a été livrée le 15 juillet 2020 et la dernière en mai 2021, les tests du pilotage automatique sont menés en juillet 2021 et une marche à blanc est menée en août 2021, la pandémie de Covid-19 ayant fortement réduit l'activité de l'aéroport l'ouverture du nouveau terminal et donc de la navette est alors reportée,.
La ligne est mise en service le 28 septembre 2023 en même temps que le Terminal satellite SAT-1.
Le 23 février 2024, l'alimentation électrique principale est coupée pour maintenance mais l'alimentation secondaire ne se déclenche pas, provoquant une panne interrompant l'exploitation de la ligne durant trois heures, remplacée par des bus. Elle occasionne le décalage des vols de quatre avions mais aucun voyageur n'a manqué son vol.

## Caractéristiques
La ligne longue d'un kilomètre est entièrement automatique, pilotée par le système Trainguard MT CBTC.
Elle comporte deux stations : Main Terminal Building (MTB) qui dessert le Terminal principal et SAT-1 Building (SAT-1) qui dessert le Terminal satellite.
Elle est constituée de deux lignes parallèles (nommées rouge et verte dans les documents Siemens et reliées entre elles par des raccordements de service), chacune desservant les stations en voie unique : celle du MTB avec le quai central servant de quai de montée et les quais latéraux pour la descente ; pour celle du SAT-1 la configuration est inversée et, sur une des lignes, des quais de secours sont aménagés.
En heures creuses, seule une des lignes est exploitée.
Le garage-atelier se situe derrière la station du SAT-1 (accessible via la ligne verte) : il possède deux fosses de maintenance, une voie de stockage du train de travaux, une pour la machine à laver et une longue double voie servant au stockage des rames.
Les trains circulent 24 heures sur 24 avec une intervalle de 3 minutes, pour un temps de trajet d'environ 2 minutes. Toutes les gares sont équipées de portes palières et d'écrans d'information aux voyageurs.

## Matériel roulant
La ligne est exploitée à l'aide de six rames Airval, la version aéroportuaire du Neoval de Siemens Mobility large de 2,80 m, construites à l'usine Siemens de Vienne en Autriche.
Chaque voiture possède 25 places assises pour une capacité totale de 210 passagers par rames ; La ligne peut en théorie transporter 6 000 passagers par heure avec une vitesse maximale de 80 km/h et, au maximum, 3 590 passagers par heure et par sens,.